# Роулендс, Гейнор
Гейнор Роулендс (англ. Gaynor Rowlands; 3 апреля 1883—18 июля 1906) — британская певица, актриса и танцовщица. В Уэльсе получила прозвище «Соловей Уэльса» (Eos Gwalia).

## Биография
Родилась в Лондоне, в семье валлийцев. Начала свою карьеру в балете театра The Empire Theatre, London под псевдонимом «Мисс Кэти Ланнер», и играла там вплоть до 1900 года. В том же году она присоединилась к хору театра Gaiety Theatre, London под руководством Джорджа Эдвардса и 1901-1902 году совершила поездку по Индии, которая принесла ей известность. В своё время она стала наиболее узнаваемой актрисой из числа «Весёлых девчонок» (англ. Gaiety Girls); её образы тиражировались на бесчисленных почтовых карточках. Освещалась в таких изданиях, как The Era, The Stage, Illustrated Sporting and Dramatic News и The Play Pictorial, а в 1906 году играла в сценах музыкальной комедии «Весёлый цыплёнок» (англ. The Spring Chicken).
Скончалась от сердечного приступа в возрасте 23 лет, после операции по удалению аппендицита. Похоронена на кладбище в Финчли, на севере Лондона.
Поэт и прозаик Гилберт Франкау называл свою дружбу с Роулендс платонической и описал её в своей книге Автопортрет: Роман из его собственной жизни (англ. Self Portrait: A Novel of His Own Life).

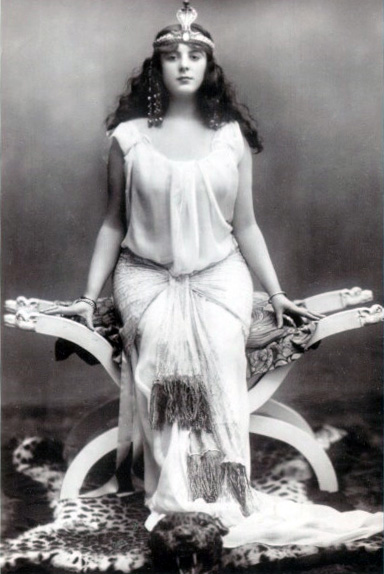
Гейнор Роулендс в роли Саломеи

## Театральные работы
- Тореадор[англ.]: The Gaiety Theatre 1903
- Моя леди Молли[англ.] (Хестер): Terry’s Theatre 1903-4
- Кукла[англ.] (Хенри): The Prince of Wales Theatre 1904
- Орхидея[англ.] (Зели Румберт): The Gaiety Theatre 1904
- Весёлый цыплёнок[англ.] (Сильвана): The Gaiety Theatre 1905